# Seuls les enfants étaient présents
Pour plus de détails, voir Fiche technique et Distribution.
Seuls les enfants étaient présents (Don't Let the Angels Fall) est un film canadien réalisé par George Kaczender, sorti en 1969.

## Synopsis
Un homme d'affaires voit sa vie bouleversée après une aventure extra-conjugale dans une convention professionnelle.

## Fiche technique
- Titre : Seuls les enfants étaient présents
- Titre original : Don't Let the Angels Fall
- Réalisation : George Kaczender
- Scénario : Timothy Findley, George Kaczender et Timothy Findley
- Musique : David Hassinger & The Collectors
- Photographie : Paul Leach
- Montage : Michael McKennirey
- Production : John Kemeny
- Pays :  Canada
- Genre : Drame
- Durée : 99 minutes
- Dates de sortie : 
  -  Canada : 24 octobre 1969

## Distribution
- Arthur Hill : Robert
- Sharon Acker : Barbara
- Charmion King : Myrna
- Jonathan Michaelson : Guy
- Monique Mercure : Mme. Pelletier
- Michèle Magny : Diane
- Andrée Lachapelle : la prostituée
- John Kastner : Michael
- Peter Desbarats : le présentateur télé
- Kenny Ireland : M. Ferguson
- Madeleine Rozon : Mlle. Agnew
- Gwyn MacKenzie : le professeur
- Eileen Clifford : Gladys
- Len Watt : la patron

## Distinctions
Le film a été présenté en sélection officielle en compétition au Festival de Cannes 1969.